# Fungorhynchus pistillatus
Fungorhynchus pistillatus är en plattmaskart som beskrevs av Tor Karling 1952. Fungorhynchus pistillatus ingår i släktet Fungorhynchus och familjen Polycystididae. Inga underarter finns listade i Catalogue of Life.